# Mário Schenberg
Mário Schenberg (även Mário/Mario Schönberg), född 2 juli 1914 i Recife, Pernambuco, död 10 november 1990 i São Paulo, var en judisk brasiliansk elektroingenjör, fysiker, konstkritiker och författare. Han har ett internationellt eftermäle inom såväl partikel- som astrofysik.

## Akademisk karriär
Schenberg började sina studier på Recifes Ingenjörsfakultet och flyttade sedan till São Paulo och tekniska fakulteten vid São Paulos universitet, USP, där han också gick kurser i matematik vid filosofiska fakulteten.
1939 for han iväg till Europa och fann arbete vid Institutet för fysik vid Roms universitet hos den italienske fysikern Enrico Fermi. Sedan begav han sig till Zürich, där han arbetade med Wolfgang Pauli. I samband med kriget flyttade han till Paris, där han arbetade med Frédéric Joliot-Curie.  
År 1940, redan tillbaka i Brasilien, tilldelades han ett stipendium från Guggenheim Foundation för att arbeta med den amerikanske fysikern George Gamow vid  George Washington University, och kom då att bedriva forskning i astrofysik. Senare blev han medlem av Institute for Advanced Study i Princeton. Han fortsatte på astronomiska Yerkesobservatoriet med Subramanyan Chandrasekhar.
Han återvände 1944 till Brasilien, där han vistades i USP till 1948, då han for till Europa, för fem år i Bryssel med arbete kring kosmisk strålning och statistisk mekanik. Under denna period arbetade han också med kemi, fysik och matematik med belgaren Ilya Prigogine och samarbetade med Giuseppe Occhialinis forskargrupp. 
Mellan 1953 och 1961 var han direktör för institutionen för fysik vid USP, och skapade Laboratoriet för Fasta Tillståndet och drog igång de första datakurserna vid universitetet.

## Politisk karriär
Parallellt med sin akademiska prestationer deltog Schenberg alltid aktivt i diskussioner om politiska och ekonomiska problem i Brasilien. Han initierade kampanjen i Sao Paulo kring olja, kämpade för skydd mot kärnvapen, skydd av mineralresurser och var inblandad i diskussioner om kärnkraftverk.
Han var även en känd medlem av det Brasilianska kommunistpartiet.

## Partikelfysik
Allmänt ansedd som Brasiliens mest framstående teoretiske fysiker är Schenberg främst uppmärksammad för sina bidrag inom astrofysik, särskilt för teorin för neutrinokylning och kring kärnprocesserna vid supernovabildning. Där inspirerade han bland annat till namnet på den så kallade Urcaprocessen. Processen är en serie avgörande kärnreaktioner, vid vilka en atomkänra förlorar energi genom att absorbera en elektron och sedan åter-emittera en betapartikel plus ett neutrino-antineutrino par. Detta leder till en förlust av internt stödjande tryck och påföljande kollaps och explosion i form av en supernova. George Gamow inspirerades att uppkalla processen efter namnet Urca på ett kasino i Rio de Janeiro, där Schenberg hade påpekat för honom att 
“the energy disappears in the nucleus of the supernova as quickly as the money disappeared at that roulette table.”
På sydrysk slang står urka även för ficktjuv.

## Astrofysik
Tillsammans med den indiske fysikern Subrahmanyan Chandrasekhar  upptäckte och publicerade Schenberg 1942 den så kallade Schönberg-Chandrasekhar-gränsen, vilken är den maximala massan vid vilken en stjärnas kärna kan hålla de överliggande lagren mot gravitationell kollaps, när väl kärnans väte är uttömt.